# Paratanytarsus dissimilis
Paratanytarsus dissimilis är en tvåvingeart som först beskrevs av Oskar Augustus Johannsen 1905.  Paratanytarsus dissimilis ingår i släktet Paratanytarsus, och familjen fjädermyggor. Arten är reproducerande i Sverige.